# Szoftvereszköz-gazdálkodás
A szoftvereszköz-gazdálkodás (software asset management; SAM) azon folyamatok összessége, amelyek egy szervezeten belül a szoftver teljes életciklusa során annak optimális kezeléséhez szükségesek. A folyamatok kialakítása során figyelemmel kell lenni a szoftvereszközök sajátos természetére, ezért mindenekelőtt a kezelendő eszközöket kell úgy meghatározni, hogy a telepítések, licencek, médiumok egységesen a folyamatok hatókörébe tartozzanak. Ezt követően a folyamatokat úgy kell megalkotni, hogy azok a szoftvereszközök teljes életútját lefedjék egészen a szoftverhasználat iránti igény felmerülésétől az eszközök kivezetéséig. Ide értve a folyamatok eredményességéhez szükséges vezetői elkötelezettség rögzítését, illetve az összes érintett kapcsolódó folyamat szabályozását is. A megfelelő szoftvereszköz-gazdálkodás amellett, hogy összhangot teremt a telepítések és a felhasználási jogok között, vagyis jogszerű szoftverfelhasználást eredményez, valójában a szoftvereszközök hatékony használatát is megvalósítja, amelynek eredményeképpen a szervezet hatékonyabban működik, költségei csökkennek, és redukálódnak az üzleti, jogi és informatikai kockázatok is.
- De facto szabványként rögzítette 2003-ban a szoftvereszköz-gazdálkodás elméletét és gyakorlatát az Information Technology Infrastructure Library (ITIL) Software Asset Management című best practice gyűjteménye, amely úgy fogalmaz, hogy a szoftvereszköz-gazdálkodás magában foglalja mindazoknak az infrastrukturális feltételeknek és folyamatoknak az összességét, amelyek a szoftvereszköz teljes élettartama alatt egy adott szervezeten belül szükségesek a szoftvereszköz hatékony és gazdaságos kezeléséhez, ellenőrzéséhez és védelméhez.
- Később az International Organization for Standardization (ISO) és az International Electrotechnical Commission (IEC) nemzetközi szabványt alkotott Software Asset Management címmel (ISO 19770), melynek első része (ISO 19770-1) szerint a szoftvereszköz-gazdálkodás a szoftvereszközök hatékony kezelése, szabályozása és védelme egy szervezeten belül.